# UCI America Tour 2005
La Unión Ciclista Internacional creó a partir del año 2005 los Circuitos Continentales UCI. En enero de ese año comenzó el UCI America Tour. Se llevó a cabo entre enero y septiembre donde se disputaron 28 competencias en dos modalidades, pruebas por etapas y pruebas de un día, otorgando puntos a los primeros clasificados de las etapas y a la clasificación final. El vencedor a nivel individual fue el argentino Edgardo Simón, por equipos triunfó el Health Net presented by Maxxis de Estados Unidos, mientras que por países fue Brasil quién obtuvo más puntos.

## Calendario
Contó con las siguientes pruebas, tanto por etapas como de un día.

### Enero 2005
| Fecha    | Carrera                        | Cat. | Ganador        | Equipo del ganador    |
| -------- | ------------------------------ | ---- | -------------- | --------------------- |
| 8 al 21  | Vuelta al Táchira              | 2.2  | José Rujano    | Colombia-Selle Italia |
| 9        | Copa América de Ciclismo       | 1.2  | Nilceu Santos  | Scott-Marcondes César |
| 16 al 23 | Vuelta del Estado de San Pablo | 2.2  | Jorge Giacinti | Memorial/Santos       |

### Febrero 2005
| Fecha    | Carrera                            | Cat. | Ganador         | Equipo del ganador |
| -------- | ---------------------------------- | ---- | --------------- | ------------------ |
| 8 al 20  | Vuelta Ciclista a Cuba             | 2.2  | Damián Martínez | Cuba               |
| 10 al 20 | Vuelta Ciclista por un Chile Líder | 2.2  | Edgardo Simón   |                    |

### Marzo 2005
| Fecha    | Carrera                     | Cat. | Ganador           | Equipo del ganador             |
| -------- | --------------------------- | ---- | ----------------- | ------------------------------ |
| 9 al 13  | Vuelta de Porto Alegre      | 2.2  | Jorge Giacinti    | Memorial/Santos                |
| 18 al 27 | Vuelta Ciclista del Uruguay | 2.2  | Álvaro Tardáguila | Dolores C.C.                   |
| 27 al 3  | Vuelta Ciclista de Chile    | 2.2  | Edgardo Simón     |                                |
| 31 al 3  | Redlands Classic            | 2.2  | Chris Wherry      | Health Net presented by Maxxis |

### Abril 2005
| Fecha    | Carrera                              | Cat. | Ganador          | Equipo del ganador             |
| -------- | ------------------------------------ | ---- | ---------------- | ------------------------------ |
| 7 al 10  | Vuelta a Puerto Rico                 | 2.2  | Wendy Cruz       | Selección de Santiago          |
| 14 al 16 | Sea Otter Classic                    | 2.2  | Doug Ollerenshaw | Health Net presented by Maxxis |
| 19 al 24 | Tour de Georgia                      | 2.1  | Tom Danielson    | Discovery Channel              |
| 24 al 29 | Vuelta a El Salvador                 | 2.2  | Cameron Hughes   | Subway                         |
| 25       | Campeonato Panamericano Contrarreloj | CC   | Edgardo Simón    | Argentina                      |
| 30       | Campeonato Panamericano en Ruta      | CC   | John Fredy Parra | Colombia                       |

### Mayo 2005
| Fecha    | Carrera                               | Cat. | Ganador          | Equipo del ganador             |
| -------- | ------------------------------------- | ---- | ---------------- | ------------------------------ |
| 12 al 15 | Doble Sucre Potosí GP Cemento Fancesa | 2.2  | Álvaro Sierra    | 05 Orbitel                     |
| 25 al 29 | Vuelta de Paraná                      | 2.2  | Mauricio Morandi | Scott-Marcondes César          |
| 31       | Wachovia Invitational                 | 1.1  | Greg Henderson   | Health Net presented by Maxxis |

### Junio 2005
| Fecha    | Carrera                     | Cat. | Ganador        | Equipo del ganador                |
| -------- | --------------------------- | ---- | -------------- | --------------------------------- |
| 2        | Wachovia Classic            | 1.1  | Gordon Fraser  | Health Net presented by Maxxis    |
| 5        | Wachovia USPRO Championship | 1.HC | Chris Wherry   | Health Net presented by Maxxis    |
| 14 al 19 | Tour de Beauce              | 2.2  | Nathan O'Neill | Navigators Insurance Cycling Team |

### Julio 2005
| Fecha   | Carrera                      | Cat. | Ganador             | Equipo del ganador    |
| ------- | ---------------------------- | ---- | ------------------- | --------------------- |
| 8 al 17 | Tour de Martinica            | 2.2  | Frédéric Delalande  |                       |
| 9       | Prueba Ciclística 9 de Julio | 1.2  | Roberson Figueiredo | Scott-Marcondes César |
| 24 al 7 | Vuelta a Colombia            | 2.2  | Libardo Niño        | Lotería de Boyacá     |

### Agosto 2005
| Fecha    | Carrera                                | Cat. | Ganador      | Equipo del ganador             |
| -------- | -------------------------------------- | ---- | ------------ | ------------------------------ |
| 5 al 14  | Tour de Guadalupe                      | 2.2  | Flober Peña  |                                |
| 21       | USPRO National Criterium Championships | 1.1  | Tyler Farrar | Health Net presented by Maxxis |
| 28 al 7  | Tour de Santa Catarina                 | 2.2  | Marcio May   | Scott-Marcondes César          |
| 29 al 11 | Vuelta a Venezuela                     | 2.2  | José Chacón  |                                |

### Septiembre 2005
| Fecha | Carrera                      | Cat. | Ganador        | Equipo del ganador |
| ----- | ---------------------------- | ---- | -------------- | ------------------ |
| 4     | Gran Premio de San Francisco | 1.HC | Fabian Wegmann | Gerolsteiner       |
| 17    | Univest Grand Prix           | 1.2  | Melito Heredia | GS Gotham/Toga     |

## Clasificaciones

### Individual
| Posición | Ciclista            | Puntos |
| -------- | ------------------- | ------ |
| 1        | Edgardo Simón       | 238    |
| 2        | Damián Martínez     | 188    |
| 3        | Chris Wherry        | 185    |
| 4        | Walter Pedraza      | 161    |
| 5        | Nilceu Santos       | 152    |
| 6        | Roberson Figueiredo | 140    |
| 7        | François Parisien   | 140    |
| 8        | Gordon Fraser       | 138    |
| 9        | Marcio May          | 136    |
| 10       | José Chacón         | 135    |

### Equipos
| Posición | Equipo                         | Puntos |
| -------- | ------------------------------ | ------ |
| 1        | Health Net presented by Maxxis | 766    |
| 2        | Colombia-Selle Italia          | 438    |
| 3        | Symmetrics                     | 220    |
| 4        | Jelly Belly-Pool Gel           | 200    |
| 5        | Navigators Insurance           | 194    |

| 6  | Kodak-Sierra Nevada          | 143 |
| 7  | Naturino-Sapore di Mare      | 120 |
| 8  | Webcor Builders Cycling Team | 104 |
| 9  | Express Racing               | 81  |
| 10 | Colavita-Sutter Home         | 78  |

### Países
| Posición | País           | Puntos |
| -------- | -------------- | ------ |
| 1        | Brasil         | 1458   |
| 2        | Argentina      | 1356   |
| 3        | Colombia       | 1162   |
| 4        | Estados Unidos | 1001   |
| 5        | Venezuela      | 841    |

| 6  | Canadá | 832 |
| 7  | Cuba   | 612 |
| 8  | Chile  | 496 |
| 9  | México | 404 |
| 10 | Perú   | 240 |